# Saint-Julien-la-Vêtre
Saint-Julien-la-Vêtre là một xã trong tỉnh Loire miền trung nước Pháp.